# Phallophorie
Als Phallophorie (von altgriechisch φαλλοφορέω „den Phallos tragen“) wird der Umzug im Rahmen der im Frühling abgehaltenen Dionysosfeiern im antiken Griechenland bezeichnet, bei dem eine hölzerne oder aus anderem Material hergestellte, übergroße Nachbildung eines Penis, der Ithyphallos, umhergetragen wurde.
Im weiteren Sinn werden Umzüge, bei denen phallusähnliche Symbole mitgeführt werden, als Phallophorien bezeichnet.